# Птолемей Андромах
Птолемей Андромах – діяч елліністичного Єгипта середини 3 століття до н.е., який, ймовірно, належав до правлячої династії Птолемеїв.
В одному з єгипетських написів згадується Птолемей Андромах, який був жерцем у 251/250 р. до н.е. Інший папірус повідомляє про Птолемея на прізвисько Андромах, котрий захопив Ен на південнофракійському узбережжі та потім був вбитий у Ефесі. Водночас, у «Бенкетуючих софістах» Афіней пише про Птолемея, сина Птолемея II, якого вбили у ефеському храмі Артеміди свої ж фракійські найманці. Дослідники схильні ототожнювати цих двох осіб, відносячи події у Фракії та в Ефесі до часів Третьої Сирійської війни 246-241 р. до н.е., оскільки саме під час неї Птолемеям вдалось відновити свій контроль над цим містом і володіннями біля Геллеспонта.
З іншого боку, існують спроби ототожнити згадану Афінеєм особу з Птолемеєм "Сином", відомим з юстинівської епітоми твору Помпея Трога «Філіппова історія». В останній повідомляється, як «в Азії син царя Птолемея спільно з Тимархом відклався від свого батька», при цьому Ефес знаходився саме у Азії, а про Тимарха відомо, що він став тираном сусідного Мілета. Прихильники такої ідентифікації припускають, що оповідь Афінея стосується подій, котрими завершився невдалий заколот Птолемея «Сина». В той же час, оскільки зазначений бунт відносять до Другої Сирійської війни 260-253 рр. до н.е., виникає проблема з ототожненням Птолемея «Сина» та Птолемея Андромаха.